# Arboridia kermanshah
Arboridia kermanshah är en insektsart som först beskrevs av Dlabola 1963.  Arboridia kermanshah ingår i släktet Arboridia och familjen dvärgstritar.
Artens utbredningsområde är Iran. Inga underarter finns listade i Catalogue of Life.